# 师勖
师勖，电视剧《三国演义》原创人物，小说原著和史书均无记载。是曹操的随军乐师，师勖对音律要求十分严格，属下刚铸成的乐器稍有走音，便一锤砸毁，勒令他们重铸。赤壁之战前为曹操操办舞宴，以助曹操军威。宴会上，曹操作唱《短歌行》后，请师勖点评，师勖直言诗中“月明星稀，乌鹊南飞；绕树三匝，无枝可依”几句不符合雅乐规范而且不吉利，曹操听后大怒，认为师勖坏了他的诗兴，用槊将师勖刺死。
小说原著中，指出曹操诗不妥之处并被曹操刺死的是扬州刺史刘馥，此人不是乐师，而且刘馥是自己主动进谏，不是曹操向其询问后才答言。